# لمبدان حاجي أباد
لمبدان حاجي أباد (بالفارسية: لمبدان حاجی‌آباد) هي قرية تقع في Howmeh Rural District في إيران. يقدر عدد سكانها بـ 688 نسمة بحسب إحصاء 2016.